# بوزولو
بوزولو (به ایتالیایی: Bozzolo) یک کومونه در ایتالیا است که در استان منتووا واقع شده‌است.

## خصوصیات
بوزولو ۱۸٫۸ کیلومترمربع مساحت و ۵٬۰۰۰ نفر جمعیت دارد و ۳۰ متر بالاتر از سطح دریا واقع شده‌است.